# Clase Oasis
La clase Oasis (anteriormente denominada proyecto Génesis) es una clase de cruceros pertenecientes a la empresa Royal Caribbean International, cada uno con 220 000 TRB (Toneladas de registro bruto) y capacidad para más de 5400 pasajeros.
Proyecto Génesis era el nombre dado al proyecto entero, pero no a la clase constituida por los nuevos barcos, la cual tomó el nombre de la primera de estas naves en ser encargada, el MS Oasis of the Seas, designándose así a esta nueva clase de barcos como clase Oasis.
El Oasis of the Seas fue encargado en febrero de 2006 a los astilleros de la empresa Aker Yards, realizó su viaje inaugural en diciembre del año 2009. El nombre designado para la segunda de estas naves fue MS Allure of the Seas, el cual realizó su viaje inaugural en el año 2010.

## Características principales
360 metros de eslora, 220 000 toneladas de peso. Capacidad para 5400 pasajeros en ocupación doble. Hasta septiembre de 2008,  el proyecto ha tenido un costo de 1240 millones de dólares El Proyecto Génesis incluye en el diseño del crucero extensas áreas al aire libre a modo de calles de un vecindario, en donde a cada lado se levantan secciones de habitaciones y suites, con balcones hacia estas promenades y balcones hacia el mar.

## Buques
| Nombre                                   | Estatus     | Entrada en servicio con Royal Caribbean | Peso en Toneladas               | Puerto de matrícula | Notas | Imagen |
| ---------------------------------------- | ----------- | --------------------------------------- | ------------------------------- | ------------------- | --- | ------ |
| Primera generación (2009-2010)           |             |                                         |                                 |                     | |        |
| Oasis of the Seas                        | En servicio | 5 de diciembre de 2009                  | 226.838 (anteriormente 225.282) | Nasáu               | Fue el cuarto crucero más grande del mundo. Entró en dique seco en septiembre de 2014. Temporalmente fuera de servicio debido a un accidente en dique seco el 1 de abril de 2019. El barco sufrió daños debido a una grúa que se cayó sobre el barco. Ella reiniciará el servicio el 5 de mayo. |        |
| Allure of the Seas                       | En servicio | 1 de diciembre de 2010                  | 225.282                         | Nasáu               | Fue el tercer crucero más grande del mundo, excediendo por 5cm a su predecesor, el Oasis. |        |
| Segunda Generación (2016-18)             |             |                                         |                                 |                     | |        |
| Harmony of the Seas                      | En servicio | 15 de mayo de 2016                      | 226.963                         | Nasáu               | Fue el segundo crucero más grande del mundo en su momento. |        |
| Symphony of the Seas                     | En servicio | 21 de abril de 2018                     | 228,081                         | Nasáu               | Fue el barco más grande de la clase Oasis al momento de su puesta en servicio. |        |
| Oasis Plus de tercera generación (2022–) |             |                                         |                                 |                     | |        |
| Wonder of the Seas                       | En servicio | 4 de marzo de 2022                      | 236,857                         | Nasáu               | Es el quinto barco de clase Oasis y fue el crucero más grande del mundo al momento de su puesta en servicio. |        |
| Utopia of the Seas                       | Entregado   | 22 de julio de 2024 (planificado)       | 236.473                         | Nasáu               | El Utopia of the Seas, que se lanzará en 2024, será el primer barco de la clase Oasis que entre en servicio en 2024 para funcionar con combustible de gas natural licuado (GNL). Corte de acero 5 de abril.                                                                                     |        |
| Sin nombre confirmado                    | Ordenado    | Año 2028                                | por confirmar                   | Nasáu               | El sin nombre, que se lanzará en 2028, será el segundo barco de la clase Oasis que entre en servicio en 2028 para funcionar con combustible de gas natural licuado (GNL), barco hermano del Utopia of the Seas                                                                                  |        |

### Buques de la clase
- MS Oasis of the Seas
- MS Allure of the Seas
- MS Harmony of the Seas

### Buques similares
- Clase Vista